# Леонтіївка
Леонтіївка — селище в Україні, у Конотопському районі Сумської області. Населення становить 94 особи. Орган місцевого самоврядування — Слобідська сільська рада.

## Географія
Селище Леонтіївка розташоване між селом Слобода та селищем Сорочинське (1,5 км).
У селі бере початок річка Грузька, ліва притока Єзуча. На деяких ділянках пересихає.

## Історія
- За даними на 1862 рік у власницькому сельці Путивльського повіту Курської губернії мешкало 842 особи (418 чоловіків та 424 жінки), налічувалось 110 дворових господарств, існувала православна церква[1].
- Станом на 1880 рік у колишньому власницькому сельці Попово-Слобідської волості мешкало 934 особи, налічувалось 150 дворових господарств[2].
- Леонтіївська економія колишнього власника Володимира Муравйова-Апостола-Короб'їна була розташована при с. Поповій Слободі, яка межувала з півночі з землею колишнього власника М. Терещенка, зі сходу з землею Головинського хутора та націоналізованою землею Буринського цукрозаводу, з півдня надільною землею с. Великого Неплюєва (нині Успенка) та з заходу надільними землями с. Тернівки, націоналізованими землями хут. Пелагеївського та землею с. Попової Слободи площею одна тисяча чотириста чотирнадцять та сімдесят шість сотих (1414,76) дес., з котрих орної 1246,32 дес., сінокосу 55,19 дес., під садибою та будівлями 52,30 дес., під садом та городами 5,83 дес., неугідь під водами та канавами 39,45 дес. та під дорогами та прогонами 15,67 дес.
- Село постраждало внаслідок геноциду українського народу, проведеного урядом СССР 1932–1933 та 1946–1947 роках.
  - 12 червня 2020 року, відповідно до розпорядження Кабінету Міністрів України № 723-р «Про визначення адміністративних центрів та затвердження територій територіальних громад Сумської області», селище увійшло до складу Буринської міської громади[3].
  - 19 липня 2020 року, в результаті адміністративно-територіальної реформи та ліквідації Буринського району, увійшло до складу новоутвореного Конотопського району[4].